# Чемпіонат УРСР з легкої атлетики в приміщенні 1974
Чемпіонат УРСР з легкої атлетики в приміщенні 1974 серед дорослих був проведений 6-7 березня у Донецьку в легкоатлетичному манежі Донецького політехнічного інституту.

## Призери

### Чоловіки
| Дисципліни             | Золото                           | Золото   | Срібло                            | Срібло | Бронза                              | Бронза |
| ---------------------- | -------------------------------- | -------- | --------------------------------- | ------ | ----------------------------------- | ------ |
| 60 метрів              | Володимир Атамась Черкаська обл. | 6,6h     | Володимир Багрін Запорізька обл.  | 6,6    | В. Кайдаш Ворошиловградська обл.    | 6,7    |
| 100 метрів             | В. Рябенко Донецька обл.         | 10,7h    | Г. Зайцев ???                     | 10,7   | В. Вдовиченко Львівська обл.        | 10,9   |
| 400 метрів             | Микола Явтушенко Вінницька обл.  | 49,7h    | Василь Кніовець Одеська обл.      | 49,7   | Євген Баралей Дніпропетровська обл. | 50,0   |
| 800 метрів             | Микола Зануда Київ               | 1.51,5h  | Анатолій Печериця Севастополь     | 1.51,8 | Євген Волков Київ                   | 1.51,8 |
| 1500 метрів            | Володимир Яровенко Київ          | 3.47,6h  | А. Холод Запорізька обл.          | 3.48,0 | М. Чепур Київ                       | 3.50,0 |
| 3000 метрів            | Григорій Старичков Донецька обл. | 8.13,4h  | В. Сокур Львівська обл.           | 8.17,6 | В. Бутенко Харківська обл.          | 8.17,8 |
| 60 метрів з бар'єрами  | Микола Авілов Одеська обл.       | 7,8h     | Євген Мазепа Одеська обл.         | 7,8    | В'ячеслав Найденко Київ             | 7,9    |
| 110 метрів з бар'єрами | Микола Авілов Одеська обл.       | 14,2h    | Євген Мазепа Одеська обл.         | 14,2   | В'ячеслав Найденко Київ             | 14,3   |
| Стрибки у висоту       | Анатолій Ільїн Миколаївська обл. | 2,16     | Марк Желнов Дніпропетровська обл. | 2,14   | О. Журба Київ                       | 2,14   |
| Стрибки з жердиною     | Сергій Кривозуб Донецька обл.    | 5,36 NIB | Геннадій Гусєв Львівська обл.     | 5,20   | Олександр Данилов Донецька обл.     | 5,10   |
| Стрибки у довжину      | Анатолій Ільїн Київська обл.     | 7,47     | Едуард Вацнер Донецька обл.       | 7,33   | Василь Галиней Львівська обл.       | 7,31   |
| Потрійний стрибок      | Анатолій Бойко Донецька обл.     | 16,01    | О. Калінін Донецька обл.          | 15,75  | Геннадій Савлевич Львівська обл.    | 15,48  |
| Штовхання ядра         | Олександр Носенко Київ           | 18,41    | Анатолій Аронов Полтавська обл.   | 18,32  | Леонід Смєлаш Київ                  | 18,18  |

### Жінки
| Дисципліни             | Золото                                  | Золото  | Срібло                           | Срібло | Бронза                                   | Бронза |
| ---------------------- | --------------------------------------- | ------- | -------------------------------- | ------ | ---------------------------------------- | ------ |
| 60 метрів              | Ольга Сіренко Черкаська обл.            | 7,4h    | Ірина Кудрявцева Харківська обл. | 7,5    | Надія Коваленко Черкаська обл.           | 7,6    |
| 100 метрів             | Наталія Писаревська Донецька обл.       | 11,7h   | Ольга Сіренко Черкаська обл.     | 11,9   | С. Кайдаш ???                            | 12,1   |
| 400 метрів             | Людмила Аксьонова Київ                  | 54,8h   | Ніна Зюськова Донецька обл.      | 55,0   | В. Лебедянська Донецька обл.             | 57,0   |
| 800 метрів             | Ніна Моргунова Ворошиловградська обл.   | 2.09,7h | Тетяна Єлізарова Харківська обл. | 2.12,2 | С. Козловська Волинська обл.             | 2.12,3 |
| 1500 метрів            | Ніна Моргунова Ворошиловградська обл.   | 4.27,8h | Л. Сорока Київ                   | 4.28,6 | Ганна Доморадська Київ                   | 4.30,8 |
| 60 метрів з бар'єрами  | Надія Ткаченко Донецька обл.            | 8,3h    | Ольга Довженко Запорізька обл.   | 8,5    | Людмила Шурхал Запорізька обл.           | 8,5    |
| 100 метрів з бар'єрами | Ольга Довженко Запорізька обл.          | 14,1h   | Людмила Шурхал Запорізька обл.   | 14,1   | Тамара Стратіус Харківська обл.          | 14,3   |
| Стрибки у висоту       | Ольга Бондаренко Ворошиловградська обл. | 1,81    | Валентина Авілова Одеська обл.   | 1,75   | Ніна Сербіна Житомирська обл.            | 1,75   |
| Стрибки у довжину      | Надія Ткаченко Донецька обл.            | 6,22    | Валентина Московченко Київ       | 6,05   | Катерина Гордієнко Дніпропетровська обл. | 6,02   |
| Штовхання ядра         | Нуну Абашидзе Одеська обл.              | 15,96   | Ганна Ваніна Донецька обл.       | 15,70  | Н. Соколова Запорізька обл.              | 15,52  |